# Audrey Meadows
Audrey Meadows (* 8. Februar 1922 in New York City als Audrey Cotter; † 3. Februar 1996 in Beverly Hills, Kalifornien) war eine US-amerikanische Schauspielerin.

## Leben
Meadows war von 1956 bis 1958 mit Randolph Rouse und von 1961 bis zu dessen Tod 1986 mit Robert Six verheiratet. Ihre Schwester ist die Schauspielerin Jayne Meadows, ihr Schwager Steve Allen. Audrey Meadows starb am 3. Februar 1996 im Alter von 73 Jahren an Lungenkrebs und wurde auf dem Friedhof „Holy Cross Cemetery“ in Culver City, Kalifornien begraben.

## Beruf
Sie gab 1950 ihr Schauspieldebüt in Samuel Fullers Westerndrama Der Baron von Arizona. Es folgten zahlreiche Auftritte in Fernsehproduktionen wie Mord ist ihr Hobby, Hotel oder Harrys Nest. Für ihren Auftritt in der Jackie-Gleason-Show wurde Meadows mit einem Emmy ausgezeichnet. Dreimal wurde sie dafür nominiert. Großen Erfolg hatte Audrey Meadows 1962 mit einer größeren Nebenrolle an der Seite von Doris Day in Ein Hauch von Nerz. An der Seite von James Stewart drehte sie 1963 den Film In Liebe eine 1. Sie hat einen Stern auf dem Hollywood Walk of Fame (6104 Hollywood Blvd.)

## Auszeichnungen
- 1954: Emmy als Schauspielerin für die Beste Nebenrolle
- 1955: Sylvania Award für den besten Beitrag zur Fernsehtechnik